# 34e parallèle sud
Pour les articles homonymes, voir 34e parallèle.
En géographie, le 34e parallèle sud est le parallèle joignant les points de la surface de la Terre dont la latitude est égale à 34° sud.

## Géographie

### Dimensions
Dans le système géodésique WGS 84, au niveau de 34° de latitude sud, un degré de longitude équivaut à 92,385 km ; la longueur totale du parallèle est donc de 33 259 km, soit environ 83 % de celle de l'équateur. Il en est distant de 3 764 km et du pôle Sud de 6 238 km,.

### Régions traversées
Le 34e parallèle sud passe au-dessus des océans sur environ 88 % de sa longueur. Il traverse l'Afrique du Sud, l'Argentine, l'Australie, le Chili et l'Uruguay.
Le tableau ci-dessous résume les différentes zones traversées par le parallèle, d'ouest en est :
| Zone                             | Début                 | Fin                   | Longueur (km) |
| -------------------------------- | --------------------- | --------------------- | ------------- |
| Océan Atlantique                 | 34° 00′ S, 53° 31′ O  | 34° 00′ S, 18° 21′ E  | 6 639         |
| Afrique                          | 34° 00′ S, 18° 21′ E  | 34° 00′ S, 25° 42′ E  | 679           |
| Océan Indien                     | 34° 00′ S, 25° 42′ E  | 34° 00′ S, 115° 00′ E | 8 250         |
| Australie (Australie-Occidentale | 34° 00′ S, 115° 00′ E | 34° 00′ S, 119° 48′ E | 443           |
| Grande baie australienne         | 34° 00′ S, 119° 48′ E | 34° 00′ S, 122° 06′ E | 212           |
| Australie (cap Le Grand)         | 34° 00′ S, 122° 06′ E | 34° 00′ S, 122° 16′ E | 16            |
| Grande baie australienne         | 34° 00′ S, 122° 16′ E | 34° 00′ S, 123° 10′ E | 83            |
| Australie (cap Arid)             | 34° 00′ S, 123° 10′ E | 34° 00′ S, 123° 12′ E | 3             |
| Grande baie australienne         | 34° 00′ S, 123° 12′ E | 34° 00′ S, 135° 16′ E | 1 115         |
| Australie (péninsule d'Eyre)     | 34° 00′ S, 135° 16′ E | 34° 00′ S, 136° 27′ E | 109           |
| Golfe Spencer                    | 34° 00′ S, 136° 27′ E | 34° 00′ S, 137° 32′ E | 100           |
| Australie                        | 34° 00′ S, 137° 32′ E | 34° 00′ S, 151° 14′ E | 1 267         |
| Océan Pacifique                  | 34° 00′ S, 151° 14′ E | 34° 00′ S, 71° 55′ O  | 12 643        |
| Amérique du Sud                  | 34° 00′ S, 71° 55′ O  | 34° 00′ S, 53° 31′ O  | 1 700         |

## Villes
Les principales villes situées à moins d'un demi-degré de part et d'autre du parallèle sont :
- Afrique du Sud : Le Cap, Port Elizabeth
- Argentine : Pilar
- Australie : Sydney
- Chili : Rancagua